# MacBook Pro
O MacBook Pro é uma linha de computadores portáteis Macintosh da Apple Inc. É o modelo mais caro da família MacBook, sendo mais potente que o modelo de entrada, o MacBook Air. Atualmente é vendido com telas de 13 e 16 polegadas. Uma versão de 17 polegadas e 15 polegadas foi vendida de abril de 2006 a junho de 2012 e janeiro de 2006 a janeiro de 2020, respectivamente.
O MacBook Pro de primeira geração utilizou o mesmo design do PowerBook G4 mas substituiu os chips PowerPC G4 por processadores Intel Core. Uma webcam e o conector de energia MagSafe também foram introduzidos. O modelo de 15 polegadas foi lançado em janeiro de 2006 e o modelo de 17 polegadas em abril. Em outras revisões posteriores, foram adicionados processadores Intel Core 2 Duo e displays de LED.
A segunda geração, conhecida como "unibody" (corpo único), tem uma carcaça feita de um bloco único de alumínio. Foi apresentada em outubro de 2008 os modelos de 15 polegadas e de 13 polegadas. Em Janeiro, um modelo novo 17 polegadas também apresentado e a bateria interna foi alterada em toda a linha de produtos em Junho. Entre outras melhorias, destacam-se adição de processadores Intel Core i5 e i7 e foi introduzida a tecnologia da Intel, chamada de Thunderbolt.
A terceira geração do MacBook Pro foi lançada em 2012; o modelo de 15 polegadas em junho de 2012, um modelo de 13 polegadas em outubro. Ele é mais fino que seu antecessor, possui armazenamento de estado sólido (SSD), adicionou HDMI e incluiu uma Tela Retina de alta resolução. As portas Ethernet, FireWire e a unidade de leitura de discos foram eliminadas.
O MacBook Pro de quarta geração, lançado em outubro de 2016, adotou o USB-C para todas as portas de dados e energia e incluiu um teclado com o mecanismo borboleta. Em todos, exceto no modelo base, as teclas de função foram substituídas pela Touch Bar com um sensor Touch ID integrado ao botão de ligar a máquina.
A quarta geração do MacBook sofreu uma revisão e foi lançado em novembro de 2019, voltou a um mecanismo de tesoura do Magic Keyboard. O modelo inicial de 16 polegadas com um conjunto de tela em molduras mais estreitas foi seguido por um modelo de 13 polegadas em maio de 2020.
Uma revisão adicional do quarta geração foi lançada em novembro de 2020. Sendo o primeiro MacBook Pro a incluir o processador projetado pela Apple, o Apple M1.
O MacBook Pro de quinta geração lançado em novembro de 2021, nos tamanhos de 14 e 16 polegadas, enquanto o Macbook Pro de 15 polegadas de quarta geração foi descontinuado. Alimentados pelos processadores Apple M1 Pro ou Apple M1 Max, são os primeiros a estar disponíveis apenas com os processores da Apple. Esta geração reintroduziu elementos dos modelos anteriores que foram removidos em algum momento, como MagSafe e teclas de função.

## Visão geral
O MacBook Pro, revisado em 26 de fevereiro de 2008, está disponível em três configurações padrão: os modelos de 13.3" e 15.4" vem em configurações de 2.4 GHz (US$1999), 2.5 GHz (US$2499) ou 2.6 GHz (US$2749); enquanto o modelo de 17" vem com um processador de 2.5 GHz (US$2799) ou com a opção de (US$3049) 2.6 GHz. Os modelos de 15" vem com um sistema de luz de fundo LED, que são mais brilhantes e criam pretos mais naturais que as lâmpadas de LCD padrão; assim como fornecendo menor consumo de energia, além disso, elas não contêm mercúrio.
Todas as três configurações apresentam:
- Processador Intel Core 2 Duo;
- Disco rígido de 200 GB (5400 RPM), 250 GB (5400 RPM) ou 200 GB (7200 RPM), com a opção de um disco rígido de 300 GB (4200 RPM) no modelo de 17";
- Placa gráfica nVidia Geforce 8600M GT (256 MB (256 MiB) ou 512 MB GDDR3);
- Chipset Intel Mobile PM965 Express;
- LCD widescreen brilhante ou matte (taxa de proporção 16:10);
- Até 4 GB (4 GiB) de RAM;

O MacBook Pro de 15" apresenta por padrão duas portas USB (o de 17" apresenta 3), uma porta FireWire 400, uma porta FireWire 800, um slot de expansão ExpressCard/34, conectividade DVI e VGA (VGA através de adaptador incluso), entradas e saídas de áudio analógico e ótico S/PDIF (através de cabo TOSLINK, não incluso), Gigabit Ethernet mais capacidades sem fio AirPort Extreme Wi-Fi 802.11 b/g/preliminar-n e Bluetooth 2.1 + EDR. Todos os modelos de MacBook Pro apresentam 2 GB de SDRAM DDR2 rodando a 667 MHz como padrão.
O MacBook Pro utiliza o MagSafe, um conector de força magnético desenhado para destacar-se facilmente ao ser puxado bruscamente para prevenir que o laptop seja puxado para fora da superfície. O MacBook Pro apresenta um teclado com luz de fundo com sensor de luz ambiente e um trackpad Multi-Touch (anteriormente rolagem) padrão entre a linha.
O MacBook Pro é pré-carregado com o Mac OS X v10.5, que inclui o Time Machine, Quick Look, Spaces, Spotlight, Dashboard, Mail, iChat, Safari, Address Book, QuickTime, iCal, DVD Player, Photo Booth, Front Row, iTunes e Ferramentas de Desenvolvimento Xcode. Também há incluído uma cópia do iLife (atualmente a versão iLife'08), que inclui o iPhoto, iMovie, iDVD, iWeb e GarageBand. Um versão de teste de 30 dias do Microsoft Office 2008 for Mac e iWork '08 também estão incluídos.
Os acessórios disponíveis para o MacBook Pro incluem um adaptador de força para avião MagSafe, um modem Apple USB externo e um adaptador DVI para S-Video/componente de sáida de TV (o mesmo utilizado pelo Mac mini e Mac Pro). Também, o Apple Remote tornou-se uma opção selecionável pelo usuário na Apple Store a partir da revisão Começo de 2008.

### Processador
O MacBook Pro inicialmente utilizava um processador Intel Core Duo, que foi substituído por um processador Intel Core 2 Duo em outubro de 2006. O processador Core 2 Duo foi um dual-core 64-bit da Intel designado para computadores laptop, que foi desenvolvido sob o codinome de "Merom". Este processador possuia uma velocidade de FSB (front-side bus) de 667 MHz e suportava tecnologia de virtualização Vanderpool. O modelo foi atualizado em 5 de junho de 2007 apresentando uma atualização na velocidade de 800 MHz front side bus, assim como processadores Merom mais rápidos. Em 26 de fevereiro de 2008 a linha do MacBook Pro foi preenchida com os processadores Intel Core 2 Duo "Penryn". A partir de 2011, foram disponibilizados novos modelos com processadores Intel Core i5 e Intel Core i7.

### Memória
Os modelos atuais suportam até 8GB de RAM, entretanto são vendidos com 4GB incluídos. Os primeiros modelos suportavam no máximo 2GB de RAM (dois módulos de 1GB ou um módulo de 2GB). Modelos Meron mais recentes baseados no chipset "Atualização de Napa" podiam ter 4GB instalado, mas somente utilizar um pequena e as vezes menos suficiente 3GB de RAM. Era ineficiente se usado em combinação com dois slots de capacidade diferentes (um de 2GB e um de 1GB).
 Quando dois módulo de 2GB de memória são instalado, o "Sobre Este Mac" mostra 4GB, mas nestes modelos o aplicativo Monitor de Atividade informa 3GB como a quantidade total de RAM física disponível. Modelos mais novo podem endereças e utilizar totalmente 8GB de RAM sem problemas.

#### Arquitetura de duplo canal
O uso de módulos de memória correspondentes é chamado de entrelaçamento de duplo canal, e resulta na otimização do desempenho. Módulo diferentes levam ao duplo canal assimétrico, e um leve diminuição do desempenho.

### Servicibilidade do usuário
De acordo com o suporte da Apple, a memória é substituível pelo usuário. Isto não violará a garantia. Um guia passo-a-passo para a remoção é fornecido pelo iFixit e Apple. Entretanto, diferentemente do MacBook o disco rígido é um pouco mais difícil de ser removido, mas ainda possível.  O processador do MacBook Pro é soldado à placa lógica, sendo impossível substituí-lo, assim como os portáteis Mac recentes.

## Sistema operativo
O sistema operativo Mac OS X vem pré-instalado em todos os MacBooks Pros desde o seu lançamento, começando com a versão 10.4.4 (Tiger). Juntamente com o OS X e com todos os sistemas vem a suite de aplicativos iLife, a partir do iLife '06.

## Modelos

### MacBook Pro 15"
Este modelo apresenta um monitor de 15.4" (diagonal) com uma resolução nativa de 1440 × 900 e peso de 2.45 kg (5.4 lb) desde 5 de junho de 2007, enquanto que modelos de 15" mais antigos do MacBook Pro pesavam 2.54 kg (5.6 lb). Sendo levemente mais fino e com uma tela maior do que os primeiros PowerBook G4 (que possuiam uma tela de 15.2"), também mais finos que o PowerBook de 17" mais recente; como uma finura de 2.54 cm. Diferenças dos primeiros PowerBook G4 incluem a falta de um modem interno e porta S-vídeo. Mesmo sendo a tela aumentada no tamanho geral, a resolução do vídeo foi reduzida no MacBook Pro em 60 pixels verticais, para 1440 × 900.
No lançamento em 10 de janeiro de 2006, o MacBook Pro foi anunciado com velocidades de 1.67 e 1.83 GHz. Sendo atualizado antes da distribuição para 1.83 e 2.0 GHz, respectivamente, em 14 de fevereiro de 2006 e com uma opção por encomenda adicional com um processador de 2.16 GHz, o chip mais rápido Intel Core Duo tornou-se disponível naquela época. Com o lançamento da linha de portáteis MacBook para consumidores em 15 de maio de 2006, a linha MacBook Pro foi atualizada para apresentar somente modelos de 2.0 GHz e 2.16 GHz; o Core Duo de 2.16 GHz tornou-se padrão no modelo mais caro, ao invés de uma opção por encomenda.

### MacBook Pro 17"

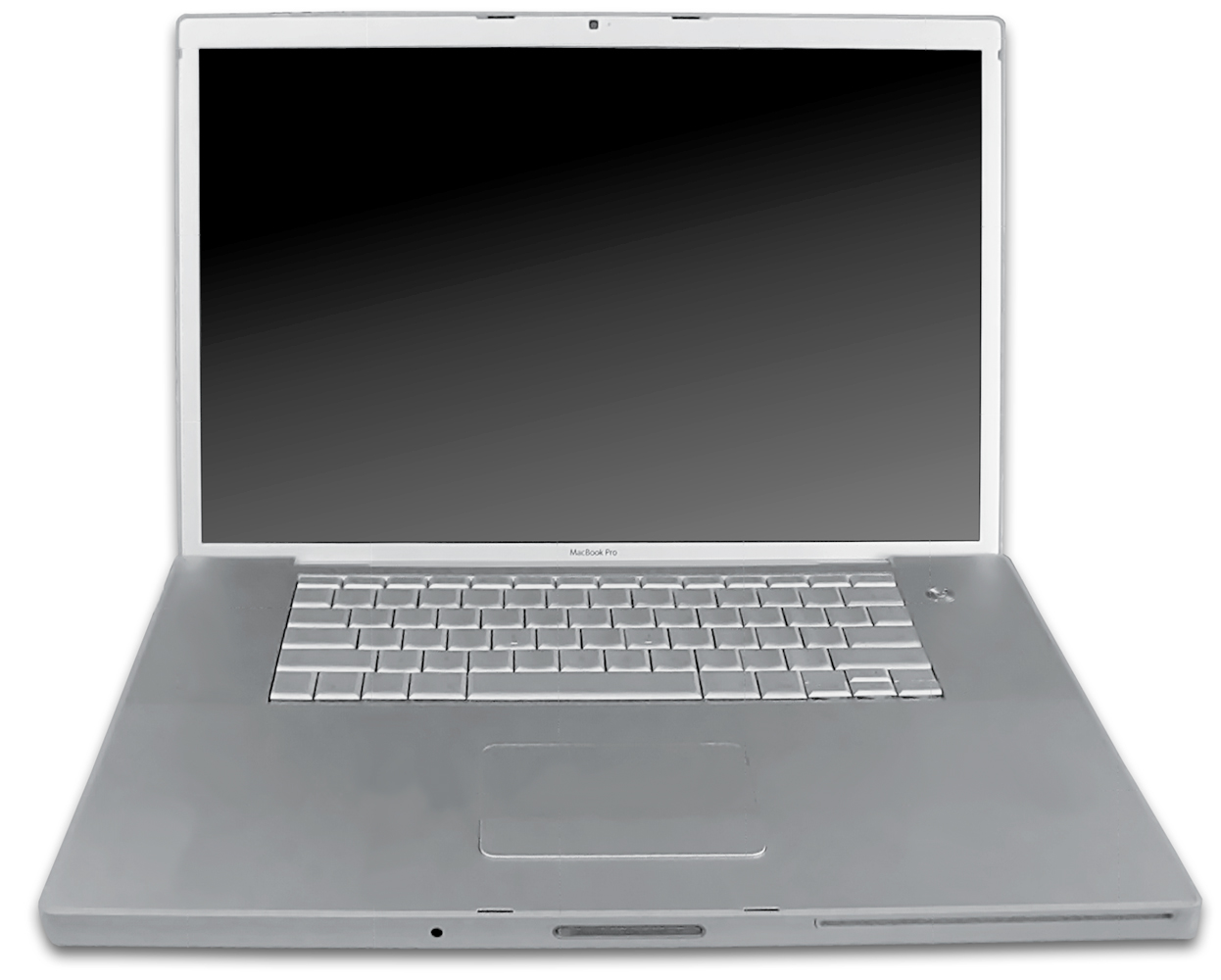
O MacBook Pro de 17".

Introduzido em 24 de abril de 2006, o MacBook Pro apresenta um monitor de 17" com uma resolução nativa de 1680 × 1050 ou 1920 x 1200 e pesa 3.1 kg (6.8 lb). Na época do lançamento, o modelo de 17" apresentava o processador Intel Core Duo em 2.16 GHz; assim como o modelo de 15", o MacBook Pro de 17" teve uma atualização em 24 de outubro de 2006 que o deu um processador Intel Core 2 Duo mais rápido com clock de 2.33 GHz.
Adicionalmente às funções padrões do modelo de 15", o MacBook Pro de 17" apresenta uma porta USB 2.0 adicional e um SuperDrive de 8× contra o SuperDrive de 6× dos modelos de 15" (antes da atualização de 5 de junho de 2007 que incluiu as unidades de 8× nos modelos de 15" e 17"). Sua GPU ATI Radeon X1600 foi substituída pela NVIDIA GeForce 8600M GT em 5 de junho de 2007 e permanece a soluçã gráfica atual.
O MacBook Pro de 17" substitui o PowerBook G4 de 17" e possui funções bastantes similares às encontradas em seu predecessor imediato. É, entretanto, mais fino com 2.54 cm.

### Especificações
| Componente                                            | Intel Core                                                                            | Intel Core                                                                            | Intel Core 2                                                                          | Intel Core 2                                                                          | Intel Core 2                                                              | Intel Core 2                                                              | Intel Core 2                                                              | Intel Core 2                                                              | Intel Core 2                                                              | Intel Core 2                                                              |
| Modelo                                                | Começo de 2006                                                                        | Começo de 2006                                                                        | Final de 2006                                                                         | Final de 2006                                                                         | Meio de 2007                                                              | Meio de 2007                                                              | Final de 2007                                                             | Final de 2007                                                             | Começo de 2008                                                            | Começo de 2008                                                            |
| Número de Série                                       | (MA463LL/A) (MA464LL/A) (MA092LL/A) (MA600LL) (MA601LL)                               | (MA463LL/A) (MA464LL/A) (MA092LL/A) (MA600LL) (MA601LL)                               | (MA609LL) (MA610LL) (MA611LL/A)                                                       | (MA609LL) (MA610LL) (MA611LL/A)                                                       | (MA895LL) (MA896LL) (MA897LL/A)                                           | (MA895LL) (MA896LL) (MA897LL/A)                                           | (MA895LL/A) (MA896LL/A) (MA897LL/A)                                       | (MA895LL/A) (MA896LL/A) (MA897LL/A)                                       | (MB133LL/A) (MB134LL/A) (MB166LL/A)                                       | (MB133LL/A) (MB134LL/A) (MB166LL/A)                                       |
| ----------------------------------------------------- | ------------------------------------------------------------------------------------- | ------------------------------------------------------------------------------------- | ------------------------------------------------------------------------------------- | ------------------------------------------------------------------------------------- | ------------------------------------------------------------------------- | ------------------------------------------------------------------------- | ------------------------------------------------------------------------- | ------------------------------------------------------------------------- | ------------------------------------------------------------------------- | ------------------------------------------------------------------------- |
| Monitor Matte ou brilhante                            | 15" 1440x900                                                                          | 17" 1680×1050                                                                         | 15" 1440x900                                                                          | 17" 1680×1050                                                                         | 15" 1440x900 com luz de fundo LED                                         | 17" 1680×1050 Opcional 1920x1200                                          | 15" 1440x900 com luz de fundo LED                                         | 17" 1680×1050 Opcional 1920x1200                                          | 15" 1440x900 com luz de fundo LED                                         | 17" 1680×1050 Opcional luz de fundo LED 1920x1200                         |
| Gráficos                                              | ATI Mobility Radeon X1600 com 128MB (128MiB) ou 256 MB de SDRAM GDDR3 e dual-link DVI | ATI Mobility Radeon X1600 com 128MB (128MiB) ou 256 MB de SDRAM GDDR3 e dual-link DVI | ATI Mobility Radeon X1600 com 128MB (128MiB) ou 256 MB de SDRAM GDDR3 e dual-link DVI | ATI Mobility Radeon X1600 com 128MB (128MiB) ou 256 MB de SDRAM GDDR3 e dual-link DVI | nVidia Geforce 8600M GT com 128MB ou 256MB de SDRAM GDDR3 e dual-link DVI | nVidia Geforce 8600M GT com 128MB ou 256MB de SDRAM GDDR3 e dual-link DVI | nVidia Geforce 8600M GT com 128MB ou 256MB de SDRAM GDDR3 e dual-link DVI | nVidia Geforce 8600M GT com 128MB ou 256MB de SDRAM GDDR3 e dual-link DVI | nVidia Geforce 8600M GT com 256MB ou 512MB de SDRAM GDDR3 e dual-link DVI | nVidia Geforce 8600M GT com 256MB ou 512MB de SDRAM GDDR3 e dual-link DVI |
| Disco Rígido Serial ATA 5400 rpm¹                     | 80GB, 100GB ou 120GB Opcional 100GB 7200 rpm ou 120GB 5400 rpm                        | 80GB, 100GB ou 120GB Opcional 100GB 7200 rpm ou 120GB 5400 rpm                        | 120GB ou 160GB Opcional 100GB 7200 rpm, 160GB 5400 rpm ou 200GB 4200 rpm              | 120GB ou 160GB Opcional 100GB 7200 rpm, 160GB 5400 rpm ou 200GB 4200 rpm              | 120GB ou 160GB Opcional 160GB 7200 rpm, 200GB 4200 rpm ou 250GB 4200 rpm  | 120GB ou 160GB Opcional 160GB 7200 rpm, 200GB 4200 rpm ou 250GB 4200 rpm  | 120GB ou 160GB Opcional 200GB 7200 rpm ou 250GB 5400 rpm                  | 120GB ou 160GB Opcional 200GB 7200 rpm ou 250GB 5400 rpm                  | 200GB ou 250GB Opcional 200GB 7200 rpm ou 300GB 4200 rpm                  | 200GB ou 250GB Opcional 200GB 7200 rpm ou 300GB 4200 rpm                  |
| Processador                                           | 1.83, 2.0 ou 2.16 GHz                                                                 | 2.16 GHz                                                                              | 2.16 ou 2.33 GHz                                                                      | 2.33 GHz                                                                              | 2.2 ou 2.4 GHz                                                            | 2.4 GHz                                                                   | 2.2 ou 2.4 GHz Opcional 2.6 GHz                                           | 2.4 GHz Opcional 2.6 GHz                                                  | 2.4 ou 2.5 GHz Opcional 2.6 GHz                                           | 2.5 GHz Opcional 2.6 GHz                                                  |
| Mémoria Dois slots para SDRAM SO-DIMM DDR2 (PC2-5300) | 512MB (2x256MB) ou 1GB (2x512MB) (Expansivel³ até 2GB)                                | 1GB (2x512MB) (Expansivel³ até 2GB)                                                   | 1GB (2x512MB) ou 2GB (2x1GB) (Expansivel³ até 4GB, mas somente 3GB usável)            | 2GB (2x1GB) (Expansivel³ até 4GB, mas somente 3GB usável)                             | 2GB (2x1GB) (Expansivel³ até 4GB)                                         | 2GB (2x1GB) (Expansivel³ até 4GB)                                         | 2GB (2x1GB) (Expansivel³ até 4GB)                                         | 2GB (2x1GB) (Expansivel³ até 4GB)                                         | 2GB (2x1GB) (Expansivel³ até 4GB)                                         | 2GB (2x1GB) (Expansivel³ até 4GB)                                         |
| AirPort Extreme                                       | 802.11a/b/g integrado                                                                 | 802.11a/b/g integrado                                                                 | 802.11a/b/g e especificação preliminar n]] integrado (n desabilitado por padrão)²     | 802.11a/b/g e especificação preliminar n]] integrado (n desabilitado por padrão)²     | 802.11a/b/g e especificação preliminar n]] integrado (n habilitado)       | 802.11a/b/g e especificação preliminar n]] integrado (n habilitado)       | 802.11a/b/g e especificação preliminar n]] integrado (n habilitado)       | 802.11a/b/g e especificação preliminar n]] integrado (n habilitado)       | 802.11a/b/g e especificação preliminar n]] integrado (n habilitado)       | 802.11a/b/g e especificação preliminar n]] integrado (n habilitado)       |
| Peso                                                  | 15": 2.54 kg 17": 3.08 kg                                                             | 15": 2.54 kg 17": 3.08 kg                                                             | 15": 2.54 kg 17": 3.08 kg                                                             | 15": 2.54 kg 17": 3.08 kg                                                             | 15": 2.45 kg 17": 3.08 kg                                                 | 15": 2.45 kg 17": 3.08 kg                                                 | 15": 2.45 kg 17": 3.08 kg                                                 | 15": 2.45 kg 17": 3.08 kg                                                 | 15": 2.45 kg 17": 3.08 kg                                                 | 15": 2.45 kg 17": 3.08 kg                                                 |
| Dimensões                                             | 15": 2.59 x 35.7 x 24.3 cm 17": 2.59 x 39.2 x 26.5 cm                                 | 15": 2.59 x 35.7 x 24.3 cm 17": 2.59 x 39.2 x 26.5 cm                                 | 15": 2.59 x 35.7 x 24.3 cm 17": 2.59 x 39.2 x 26.5 cm                                 | 15": 2.59 x 35.7 x 24.3 cm 17": 2.59 x 39.2 x 26.5 cm                                 | 15": 2.59 x 35.7 x 24.3 cm 17": 2.59 x 39.2 x 26.5 cm                     | 15": 2.59 x 35.7 x 24.3 cm 17": 2.59 x 39.2 x 26.5 cm                     | 15": 2.59 x 35.7 x 24.3 cm 17": 2.59 x 39.2 x 26.5 cm                     | 15": 2.59 x 35.7 x 24.3 cm 17": 2.59 x 39.2 x 26.5 cm                     | 15": 2.59 x 35.7 x 24.3 cm 17": 2.59 x 39.2 x 26.5 cm                     | 15": 2.59 x 35.7 x 24.3 cm 17": 2.59 x 39.2 x 26.5 cm                     |

¹Os discos rígidos listados estão disponíveis para configuração na Apple. Como o disco rígido é uma parte substituível pelo usuário, existem configurações personalizadas disponíveis, incluindo o uso de discos de alta performance, com 7200 RPM.
²Habilitar a funcionalidade do Wireless-N pode requerir um Extreme Base Station capaz de 802.11n, que inclui o software que deve ser instalado em MacBooks antigos. Alternativamente, o software habilitador pode ser comprado separadamente na Apple.
3Módulos de memória existentes devem ser substituídos.